# TACS

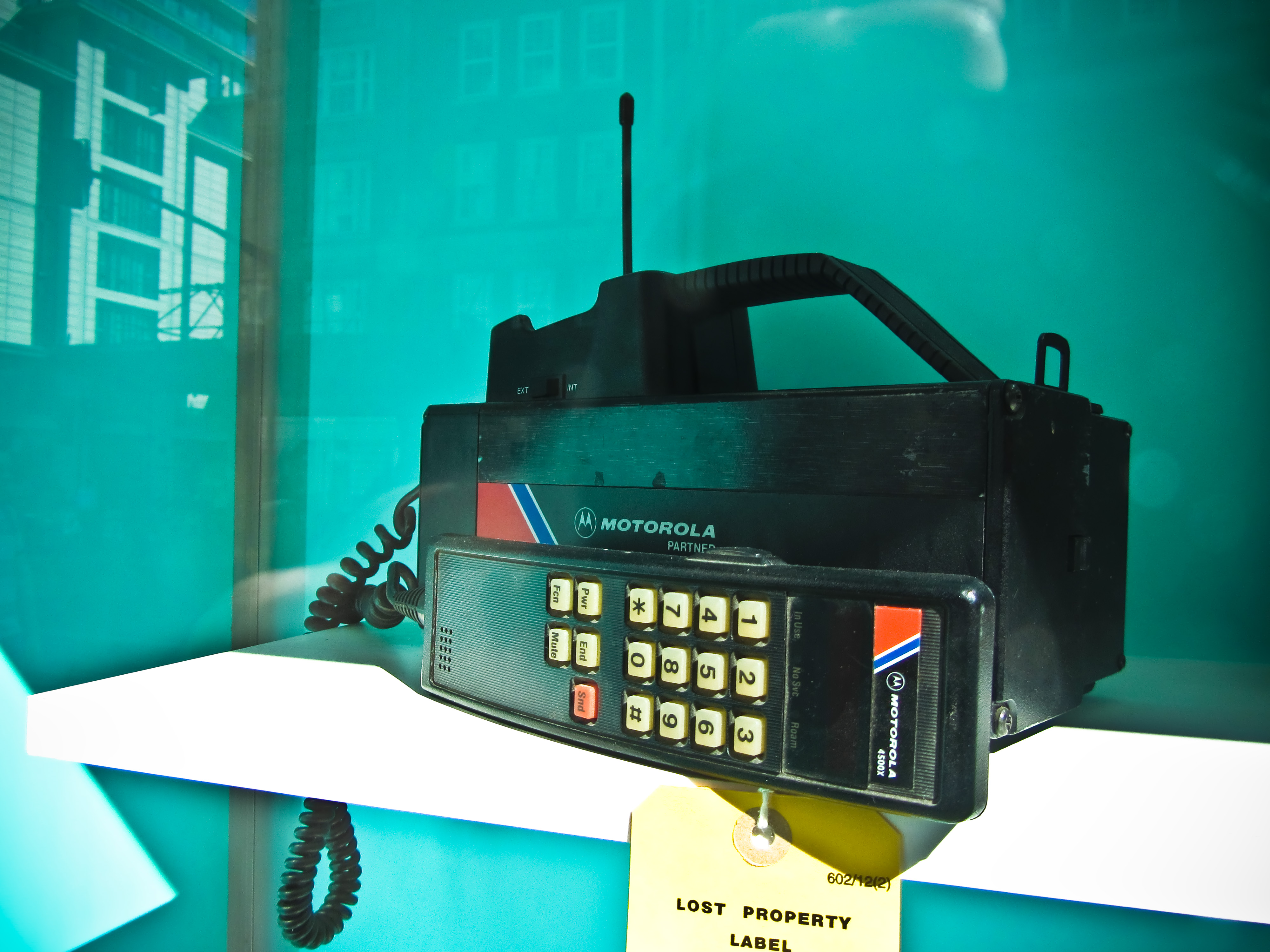
Il Motorola 4500X, un telefono trasportabile ETACS della Motorola

In telecomunicazioni TACS, acronimo di Total Access Communication System (in italiano sistema di comunicazione ad accesso totale) è uno standard analogico di telefonia mobile della rete 1G sviluppato negli anni ottanta del XX secolo e oggi dismesso.
Derivato dal sistema statunitense Advanced Mobile Phone System, ha visto il suo sviluppo principale in Europa.
In Italia il TACS riveste un ruolo storico particolare perché è sotto tale standard che si diffuse rapidamente nel Paese la telefonia cellulare, sostituendo gradualmente la precedente rete RTMS.
Ormai obsoleto, è stato abbandonato a cavallo del millennio in favore dei sistemi di generazione successiva: GSM, UMTS e più avanzati.
Nel Regno Unito il sistema, sviluppato da Vodafone, fu attivo dal 1985 al 2001, anno in cui fu abbandonato.
In Italia il TACS fu ufficialmente dismesso il 31 dicembre 2005 e le frequenze radio da esso utilizzate furono conferite ai servizi di telefonia GSM.

## Descrizione
Il TACS si basava su una tecnologia trasmissiva analogica, nata nel Regno Unito e introdotta in Italia verso la fine degli anni ottanta, in cui le trasmissioni in ogni cella radio avvenivano a frequenze diverse (FDM), in modo da permettere la coesistenza di celle contigue senza interferenza ed implementando il cosiddetto riuso di frequenza tipico delle reti cellulari.
Il sistema era però affetto da alcune sostanziali limitazioni rispetto a quelli attualmente in uso:
- Non interoperabilità con gli altri sistemi cellulari di altre nazioni (poteva essere usato solo in Italia).
- Ridotta capacità di banda e quindi limitato numero di chiamate contemporanee veicolabili da ciascuna stazione radio base.
- Nessun supporto per servizi diversi dalla comunicazione vocale come SMS, fax ed e-mail.
- Estrema facilità nella clonazione dei terminali mediante contraffazione del codice identificativo.
- Estrema intercettabilità delle comunicazioni a causa della sostanziale impossibilità di cifrare il segnale analogico. Per captare le trasmissioni era sufficiente un radio scanner sintonizzato sulla banda di trasmissione (450 o 900 MHz)

## Enhanced Total Access Communication System
Per aumentare la capacità della rete attraverso l'utilizzo di una banda più ampia ovvero una più ampia gamma di frequenze (da 450 MHz a 890/900 MHz) è stato introdotto nel 1990 il sistema Enhanced Total Access Communication System ("sistema di comunicazione ad accesso totale avanzato", abbreviazioni comunemente utilizzate: "E-TACS", "ETACS"). In Italia l'ETACS è stato introdotto nel 1993.

## Caratteristiche
A differenza dei numeri di telefonia GSM, un numero TACS era composto da 6 cifre anziché 7, oltre al prefisso del gestore.
Prima della cessazione di funzionamento, il TACS aveva acquisito gli ultimi servizi base della telefonia GSM: era possibile comporre SMS dettandoli a voce chiamando un apposito numero del gestore telefonico, e la sicurezza del codice identificativo era aumentata fino a rendere il telefono molto sicuro dalla clonazione.
I prefissi che SIP/TIM assegnò nel corso degli anni alla rete TACS a partire dal luglio 1990 furono i seguenti:
- 0337 – luglio 1990 (utenze Business)
- 0336 – 31 marzo 1992 (utenze Business)
- 0330 – gennaio 1993 (utenze Private)
- 0360 – gennaio 1994 (utenze Private)
- 0368 – dicembre 1994 (utenze Private - Business)

La particolarità del prefisso 0368 rispetto ai prefissi precedenti consisteva nella composizione sia a 6 che a 7 cifre dopo il prefisso. Le numerazioni a 7 cifre cominciavano con il 7 dopo il prefisso ed erano generalmente utilizzate per utenze ricaricabili.
Tale particolarità fu dovuta all'esaurimento di numerazioni disponibili in seguito alle sempre crescenti richieste di attivazione di utenze radiomobili, che caratterizzarono particolarmente il mondo della telefonia mobile italiana a partire dalla metà degli anni novanta.